# Yasawaöarna
Yasawa Group är öar i Fiji.   De ligger i divisionen Västra divisionen, i den nordvästra delen av landet, 170 km nordväst om huvudstaden Suva.